# Dipseudopsis tonkinensis
Dipseudopsis tonkinensis är en nattsländeart som beskrevs av Navás 1921. Dipseudopsis tonkinensis ingår i släktet Dipseudopsis och familjen Dipseudopsidae. Inga underarter finns listade i Catalogue of Life.